# كلود روي (سياسي)
كلود روي هو سياسي كندي، ولد في 25 أبريل 1952 في مونتماغني في كندا. حزبياً، نشط في Action démocratique du Québec ‏. وقد انتخب عضو الجمعية الوطنية في كيبك ‏.